# Biserica „Intrarea Maicii Domnului în Biserică” – cu Sfinți
Biserica „Intrarea Maicii Domnului în Biserică” – cu Sfinți este un monument istoric aflat pe teritoriul municipiului București, pe Calea Moșilor nr. 79.
Biserica este de plan trilobat, cu  pronaos ușor lărgit, clopotnița pe pronaos și turla peste naos. Altarul are o boltă cilindrică, terminată cu o calotă sferică. Naosul este despărțit de pronaos printr-un arc, închis ulterior cu patru pilaștri cu arcade în plin cintru. Pronaosul, mai larg, este acoperit cu o calotă sferică. În interior se păstrează vechea pictură cu figurile lui Nicolae Mavrocordat și a mitropolitului Daniil, ctitorul bisericii. Pridvorul este adăugat. Se păstrează ancadramentul de piatră sculptată și pisania de deasupra ușii. Ferestrele au ancadramente de piatră sculptate. Fațadele exterioare sunt alcătuite din două registre, despărțite de un brâu decorat cu un ornament uniform de pictură. Ambele registre au firide oarbe formate din arcaturi polilobate în acoladă, ce se sprijină pe pilaștri. În registrul superior în firide sunt redate figuri de filosofi greci și de sibile.